# Краснопілля (платформа, Придніпровська залізниця)
Краснопíлля — пасажирський зупинний пункт Дніпровської дирекції Придніпровської залізниці на допоміжній електрифікованій лінії 175 км — Зустрічний, яка сполучає станцію Сухачівка із залізничним вузлом Нижньодніпровськ-Вузол. Розташований у західній частині міста Дніпро, у Новокодацькому районі.

## Історія
Зупинний пункт відкритий 1964 року.

## Пасажирське сполучення
На зупинному пункті Краснопілля зупинялися приміські електропоїзди сполученням Кам'янське / Сухачівка — Синельникове I (через станцію Дніпро-Лоцманська). Наразі пасажирське сполучення припинено на невизначений час.